# خوراناشات
صومعه خوراناشات (ارمنی: Խորանաշատ վանք؛ انگلیسی: Khoranashat) یک صومعه حواری ارمنی واقع در ۲٫۵ کیلومتری شمال شرق روستای چیناری در استان تاووش، ارمنستان می‌باشد. ساخت و ساز این ساختمان سده ۱۳ام میلادی به پایان رسید. این بنا به سبک معماری ارمنی طراحی شده‌است.